# Ernst Thomas Maria Reimbold
Ernst Thomas Maria Reimbold (* 4. März 1907 in Rodenkirchen bei Köln, heute Köln-Rodenkirchen; † 14. Mai 1994 ebenda) war ein deutscher Bildhauer, Religionswissenschaftler und Symbolforscher, der zahlreiche künstlerische und schriftstellerische Werke veröffentlicht hat. 

## Familie
Ernst Thomas Reimbold wurde als Sohn des Kölner Fabrikbesitzers Ernst Reimbold in Köln geboren. Sein Onkel war der Landrat und Regierungspräsident Adolf Varain. In 2. Ehe war er mit Regine geb. Freiin Teuffel von Birkensee verheiratet. Aus dieser Ehe gingen drei Kinder hervor.

## Leben

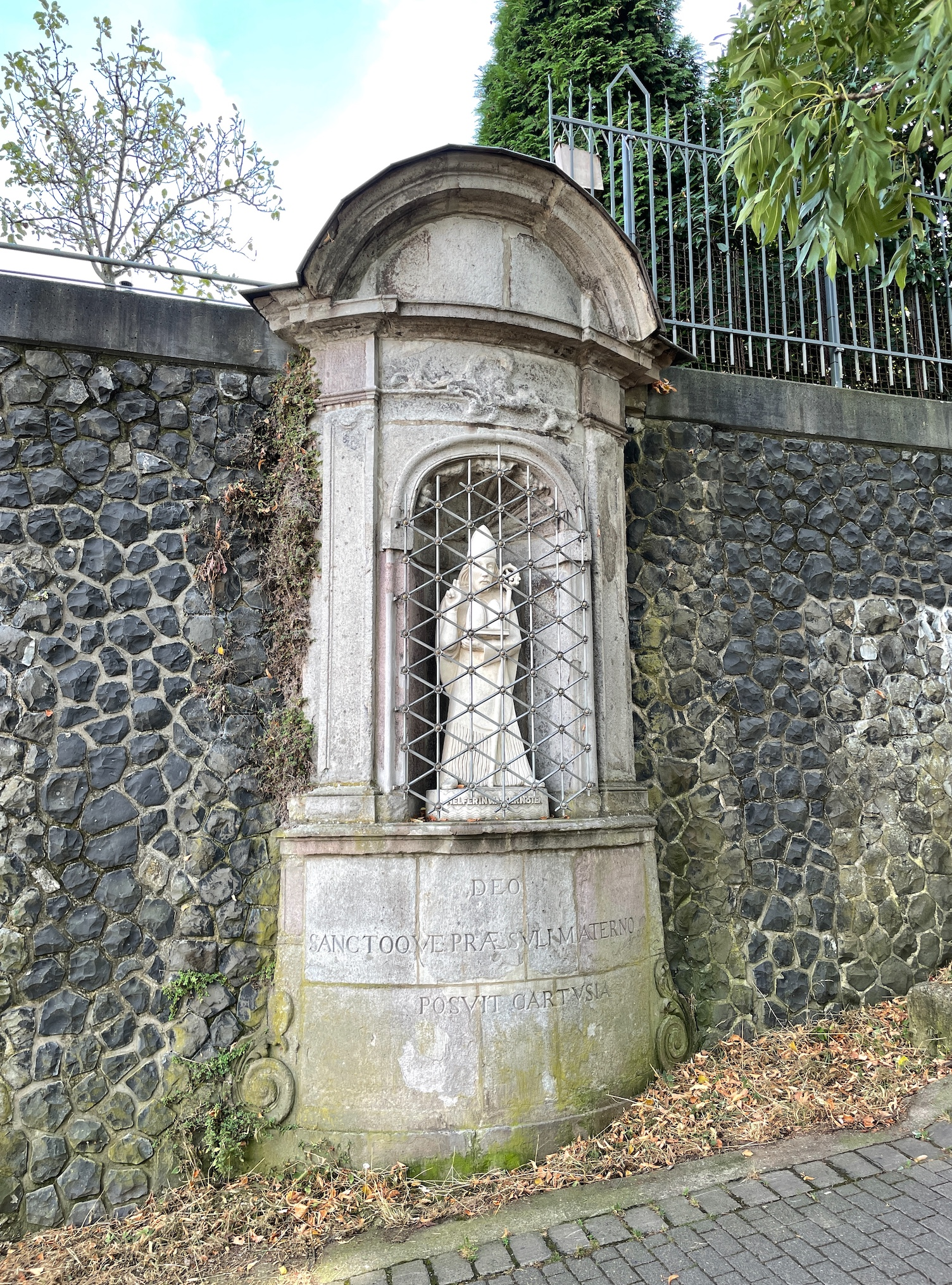
Maternusbildstock in Rodenkirchen

Reimbold studierte von 1926 bis 1929 Rechtswissenschaften an der Universität Lausanne, an der Albert-Ludwigs-Universität Freiburg, der Humboldt-Universität zu Berlin und der Universität zu Köln. Im Jahre 1930 legte er in Köln die erste juristische Staatsprüfung ab und machte danach bis 1933 seine Ausbildung zum Rechtsreferendar. 1932 wurde er an der Universität zu Köln zum Dr. jur. promoviert. Die Große juristische Staatsprüfung legte er 1934 in Berlin ab und wurde dort Gerichtsassessor. Danach schrieb er sich zunächst als Hospitant an der Kunstakademie in Berlin-Charlottenburg ein und schloss im Jahre 1937 seine erste Ehe, aus der ein Sohn hervorging. Er wechselte das Fach und studierte von 1940 bis 1942 an der Kunstakademie Düsseldorf und wurde dort Meisterschüler. Seit 1942 arbeitete er als freiberuflicher Bildhauer. Bei Ausbruch des Zweiten Weltkriegs wurde er allerdings zum Militärdienst eingezogen, es folgten Verwundung, Kriegsgefangenschaft und Flucht. Nach dem Krieg nahm er seine Arbeit wieder auf und gründete das Atelier und die Keramische Werkstatt Reimbold-von Teuffel. Er wurde 1948 Mitglied des Wirtschaftsverbandes Bildender Künstler in Nordrhein-Westfalen und war dort von 1965 bis 1970 Erster Vorsitzender. 1949 heiratete er in zweiter Ehe Regine Freiin Teuffel von Birkensee. Aus dieser Ehe gingen drei Kinder hervor. Zwischen 1956 und 1968 wurde er zum Wiederbegründer und zweimaligen AHV-Vorsitzenden der Société d’Étudiants Germania Lausanne, welche ihm 1962 die Ehrenmitgliedschaft verlieh. Von 1956 bis 1961 studierte er an der Universität Bonn (u. a. Vergleichende Rechtswissenschaft), wo er 1966 zum Dr. phil. promoviert wurde. Von 1970 bis 1980 war er Vorsitzender der Gesellschaft für wissenschaftliche Symbolforschung und war dort von 1972 bis 1982 Herausgeber des Jahrbuchs „Symbolon“. Bis 1993 schuf er zahlreiche künstlerische Werke, wie Kirchenfenster und Skulpturen und verfasste viele schriftstellerische Werke.

## Publikationen
- Bildende Künstler im Land Nordrhein-Westfalen. Aurel Bongers, Recklinghausen 1967
- Die Nacht in Mythos und Volksglauben und in der transpersonalen Erfahrung. Eine religionsphänomenologische Untersuchung. Diss. phil. Bonn 1966; Wison, Köln 1970
- Hg. Symbolon, Neue Folge, Jahrbuch für Symbolforschung 1972-1982. Wienand, Köln
- Miszellen. Kopp, Köln 1977 (u. a. Couleurstudententum heute, Germania rediviva; Abb. eigener Werke: 3 Kirchenfenster, 14 Skulpturen)
- Pia Desideria - Gottselige Begierden (nach Hermann Hugos Werk von 1624) Walter, Olten 1980
- Der Pfau, Mythologie und Symbolik. Callwey 1983
- Carvens, Germania Lausanne 1887–1937 Epilog
- Regine Reimbold Hg.: Steine. Ernst Thomas Reimbold: Festgabe seiner Freunde zum 80. Geburtstag. Beiträge von Christiane Vielhaber, E. Th. Reimbold "Der Mensch als Paar" sowie 17 Abb. seiner Werke, Köllen, Bonn 1987
- Mitautor bei: Manfred Lurker (Hrsg.): Wörterbuch der Symbolik (= Kröners Taschenausgabe. Band 464). 5., durchgesehene und erweiterte Auflage. Kröner, Stuttgart 1991, ISBN 3-520-46405-5.
- Sancto praesuli materno. Zum Maternus-Bildstock in Rodenkirchen. Selbstverlag, Rodenkirchen 1992
- Der Nachtweg der Sonne. in Symbolon. Jahrbuch für Symbolforschung. Neue Folge, Band 11, Lang, Frankfurt 1993, S. 75 ff.